# Macintosh Quadra

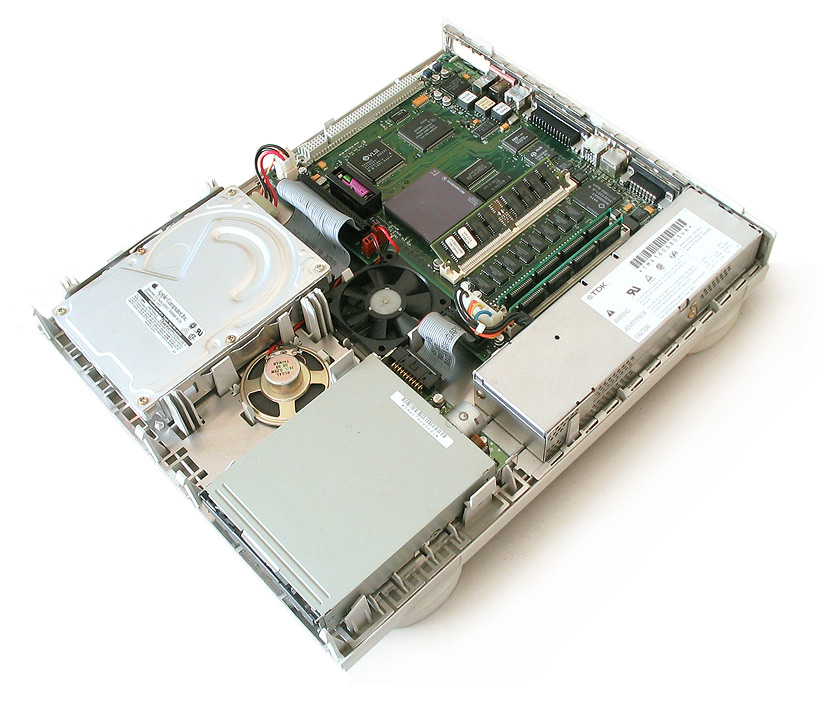
Geöffnetes Gehäuse eines Macintosh Quadra 605

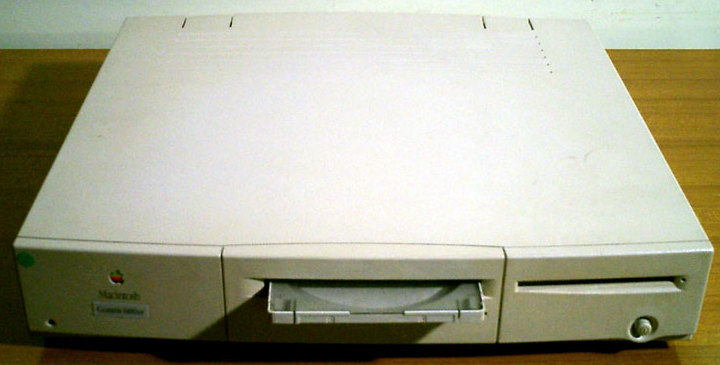
Macintosh Quadra 660AV mit CD-Caddy-Laufwerk

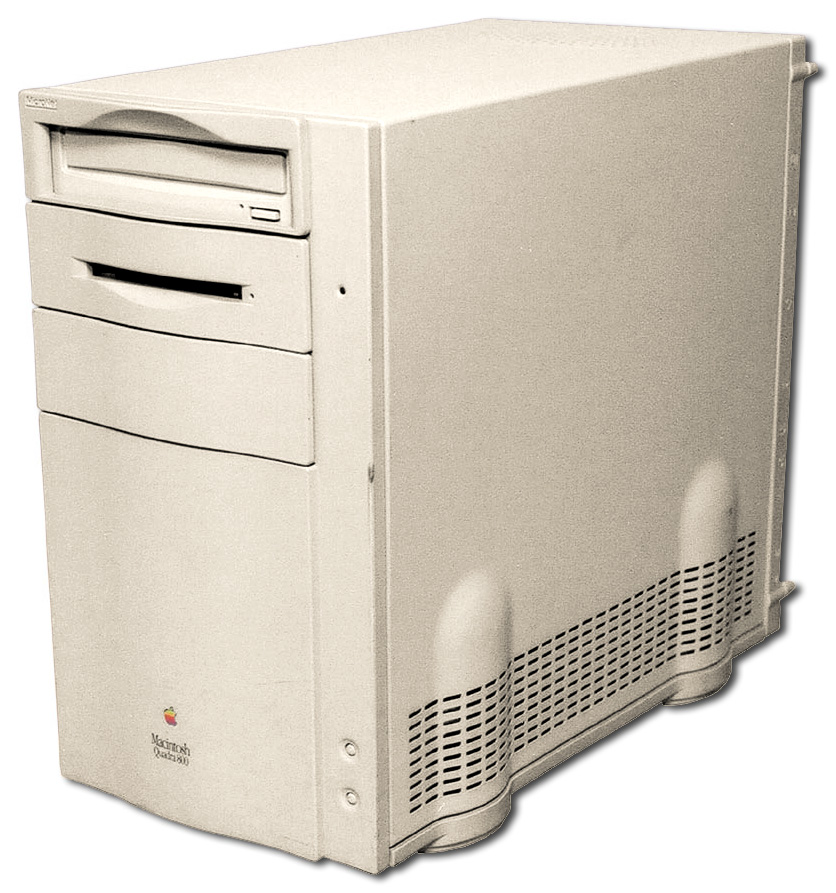
Macintosh Quadra 800

Macintosh Quadra ist eine Serie von Computern, die von der Firma Apple Computer produziert wurde.
- Quadra 605
- Quadra 610
- Quadra 630
- Quadra 650
- Quadra 660AV
- Quadra 700
- Quadra 800
- Quadra 840AV
- Quadra 900
- Quadra 950

Die genannten Modelle haben gemein, dass sie mit einem Motorola-68040-Prozessor ausgestattet sind und in der Regel im oberen Bereich der Macintosh-Produktpalette (im Gegensatz zu LC und Performa) angesiedelt waren. In dieser High-End-Rolle löste der Quadra 1991/93 die Macintosh-II-Serie (noch mit 68020/30-CPU) ab. Eine Ausnahme stellt das Einsteigermodell Quadra 605 dar, das technisch identisch mit den Modellen LC 475 und Performa 475 ist, in denen eine 68LC040-CPU verbaut wurde.
Der Quadra war zu seiner Zeit einer der schnellsten Personal Computer. Aufgrund seines hohen Preises (Quadra 700: 6.000 USD; in Deutschland um 18.000 DM, nach heutiger Kaufkraft wären das rund 8.100 Euro) wurde er zum größten Teil kommerziell im DTP-Bereich verwendet.
Der Quadra 840AV nutzt neben dem Hauptprozessor mit 40 MHz den digitalen Signalprozessor (DSP) AT&T 3210 mit 66,7 MHz zur Beschleunigung von Multimediainhalten.
Mit dem Quadra 610 PC versuchte Apple erstmals, Windows-Benutzer anzusprechen und zum Umsteigen zu bewegen. Der Quadra 610 PC besitzt neben seinem 68040-Prozessor einen optionalen Intel-486SX-25 Prozessor auf einer Steckkarte mit max. 32 MB RAM für DOS und Windows und wurde zwischen dem 21. Oktober 1993 und dem 28. Mai 1994 verkauft.
Mit dem Wechsel Apples von der Motorola- zur PowerPC-Architektur löste 1994/95 die Power-Macintosh-Serie die Quadra-Serie ab.